# Marie Nielsen
Marie Sofie Nielsen (født 23. december 1875 i Nørre Herlev, død 6. april 1951 i København) var en dansk revolutionær socialistisk politiker, kendt for sit politiske arbejde i Socialdemokratiet og den danske kommunistiske bevægelse. Marie Nielsen dannede i 1925 sammen med Inger Gamburg Arbejderkvindernes Oplysningsforening, der rejste kravet om fri abort som de første i Danmark.

## Liv og karriere
Nielsen var datter af husmand og murer Peder Nielsen og hustruen Anne Marie Thygesen. Forældrene boede i Nørre Herlev, hvor også Marie Nielsen voksede op.
Nielsen var tjenestepige, hun tog lærereksamen i 1908 og gik samtidig ind i Socialdemokratisk Ungdomsforbund og Socialdemokratiet. I 1916-18 var hun medlem af partiets hovedbestyrelse. Hun var en vigtig del af venstrefløjen i Socialdemokratiet frem til hun i marts 1918 brød med Socialdemokratiet, da hun indså, at den venstreopposition hun tilhørte, ikke kunne få nogen indflydelse på partiets politik. Sammen med en lille gruppe radikale arbejdere dannede hun Socialistisk Arbejderparti. En overgang var hun redaktør af partiets dagblad Klassekampen. 
Hun blev arresteret 22. november 1918 efter "Slagene på Grønttorvet", hvor hun havde holdt tale, og sad varetægtsfængslet, indtil hun 24. maj 1919 sammen med Poul Gissemann og Thøger Thøgersen fik sagens hårdeste straffe, halvandet års tugthus. Ved dom i højesteret fik hun senere nedsat straffen til seks måneders almindeligt fængsel. Hun kom ud af fængslet i forbindelse med amnestien for politiske fanger efter det mislykkede statskup i 1920. 
På grund af dommen hun havde fået, blev hun frataget retten til at undervise i folkeskolen og blev afskediget uden pension. Hun arbejdede resten af livet som kontorist i sygekassen Fremtiden. I efteråret 1919 gik Socialistisk Arbejderparti i opløsning på grund af politiske modsætninger. Partiets venstrefløj gik som Marie Nielsens ind i den syndikalistiske Fagoppositionens Sammenslutning, mens højrefløjen gik ind i det nydannede Danmarks Venstresocialistiske Parti, der senere ændrede navn til Danmarks Kommunistiske Parti.
Nielsen deltog i 1920 i Kominterns anden verdenskongres som repræsentant for Kommunistisk Lærerklub, som var organiseret i Fagoppositionens Sammenslutning. Hun arbejdede for en sammenslutning af Fagoppositionens Sammenslutning og Danmarks Kommunistiske Parti. Efter tilladelse fra Komintern blev der som en overgangsordning dannet en union, Kommunistisk Føderation, mellem de to organisationer. Unionen blev imidlertid splittet ved et kup i 1922, og i halvandet år eksisterede der to kommunistpartier i Danmark frem til Georg Laursen af Komintern fik til opgave at samle de to partier, hvilket lykkedes i efteråret 1923. 
Under opgøret mellem stalinister og trotskister i 1930'erne sluttede Nielsen sig til den trotskistiske venstreopposition, hvilket medførte, at hun blev ekskluderet tre gange fra Danmarks Kommunistiske Parti. Sidste gang var i 1936, hvor hun kritiserede afskaffelsen af den frie abort i Sovjetunionen. Hun blev gennem sit liv mere og mere optaget af kvindekampen, men altid ud fra arbejderklassens perspektiv. 
En lang række af hendes artikler er samlet af Morten Thing i artikelsamlingen "Revolution - artikler om parti, klassekamp og kvindekamp".